# Quartetto Melos
Il Melos Quartett di Stoccarda è stato un quartetto d'archi tedesco, fondato nell'ottobre del 1965 da quattro giovani membri di note orchestre da camera tedesche. Il nome «Melos» fu scelto per esprimere l’idea di individui distinti che cercano insieme l’armonia musicale. La parola richiama anche un termine greco antico che significa «canto, musica, melodia» ed è nata dalla combinazione dei cognomi Melcher e Voss.
Il primo violino Melcher di Amburgo studiò con Erich Röhn e con Pina Carmirelli e Arrigo Pelliccia del Quintetto Boccherini a Roma. Vinse il Concorso Internazionale di Musica da Camera di Venezia nel 1962 e divenne primo violino dell'Orchestra Sinfonica di Amburgo l'anno successivo. I fratelli Vos, della Renania, furono entrambi allievi di Sandor Végh; Hermann passò alla viola, continuando a perfezionarsi con Ulrich Koch, divenne viola solista dell'Orchestra da Camera di Stoccarda. Il violoncellista Buck, della Svevia, studiò a Düsseldorf e Friburgo e con Ludwig Hoelscher a Stoccarda. Gerhard Voss e Buck erano membri dell'Orchestra da Camera del Württemberg.
Il gruppo debuttò come quartetto d'archi nel gennaio del 1966. I suoi primi recital produssero risultati incoraggianti: una borsa di studio della Fondazione "Musikleben", il supporto della sezione "Concerti di Giovani Artisti" del "Musikrat" tedesco, la partecipazione al Congresso Mondiale delle "Jeunesses Musicales" di Parigi, un "Prix Américain" e la nomination come miglior quartetto al Concorso Musicale Internazionale di Ginevra; nel 1967 il gruppo vinse un premio al "Concorso per Quartetti Heitor Villa-Lobos" di Rio de Janeiro.
Arrivarono rapidamente ingaggi e non passò molto tempo prima che i quattro membri abbandonassero il loro ruolo di solisti in diverse orchestre da camera per dedicarsi esclusivamente al loro lavoro come ensemble. Era il settembre del 1967. Stoccarda divenne il centro delle loro attività e affittarono una baracca di legno appartenente a un asilo, ristrutturandola autonomamente prima di utilizzarla come studio. Effettuarono diverse tournée in Europa, Medio Oriente e Sud America (1971), oltre a esibirsi in Nord America, Canada, Giappone, Russia, Australia e Sudafrica; solo nel 1969 tennero 105 concerti in tutto il mondo e fecero la loro prima apparizione televisiva.
Tra gli altri, il Quartetto collaborò con Arthur Rubinstein, Mstislav Rostropovich, Georg Solti, Narciso Yepes, Piero Farulli, Gérard Caussé, Michel Portal e Dietrich Fischer-Dieskau.
Dopo 28 anni, Gerhard Voss lasciò il quartetto nel 1993 a causa di "inconciliabili divergenze di opinione" con gli altri membri; fu sostituito da Ida Bieler. Un tour d'addio "Les Adieux" era previsto per il 2005, ma fu annullato a causa della morte di Wilhelm Melcher, avvenuta poco prima del suo 65° compleanno, che portò allo scioglimento del quartetto.

## Membri
| nome            | date            | ruolo                           | periodo   |
| --------------- | --------------- | ------------------------------- | --------- |
| Wilhelm Melcher | (*1940 – †2005) | I° violino (fondatore & leader) | 1965-2005 |
| Gerhard Voss    | (*1939)         | II° violino (membro fondatore)  | 1965-1993 |
| Ida Bieler      | (*1950)         | II° violino                     | 1993-2005 |
| Hermann Voss    | (*1934)         | viola (membro fondatore)        | 1965-2005 |
| Peter Buck      | (*1937 – †2024) | violoncello                     | 1965-2005 |

## Strumenti
Durante gli anni di attività gli strumenti dei componenti il quartetto furono:
- 1° violino: Matteo Goffriller (18th Cent.) fino al 1972 | Antonio Stradivari (1720) [in prestito per il tour del Sud America del 1971] | Domenico Montagnana (1731) dal 1972 al 1975 | Carlo Bergonzi (c.1743-47) dal 1975 al 2005;
- 2° violino: Michele Angelo Bergonzi (18th Cent.) fino al 1972 | Carlo Annibale Tononi (18th Century) dal 1972 al 1975 | Giovanni Battista Rogeri (1701) dal 1975;
- viola: Carlo Ferdinando Landolfi (18th Cent.);
- violoncello: Francesco Ruggieri (1682).

## Onori e premi
- 1966: vincitore al Concorso internazionale di Ginevra con il premio per il Miglior Quartetto;
- 1966: Premio "Concurso Internacional de Quarteto de Cordas Villa-Lobos" a Rio de Janeiro;
- 1990: Ordine al merito di Germania per tutti i membri fondatori.